# بيفرلي جونز
بيفرلي جونز (بالإنجليزية: Beverly Jones)‏ هي مجدفة بريطانية، ولدت في 25 نوفمبر 1956.

## وصلات خارجية
- بيفرلي جونز على موقع الاتحاد الدولي للتجديف (الإنجليزية)
- بيفرلي جونز على موقع أوليمبيديا (الإنجليزية)
- بيفرلي جونز على موقع اللجنة الأولمبية البريطانية (الإنجليزية)